# Гранд-Фоллс
Гранд-Фоллс (англ. Grand Falls, фр. Grand-Sault) — містечко в Канаді, у провінції Нью-Брансвік, у складі графства Вікторія.

## Населення
За даними перепису 2016 року, містечко нараховувало 5326 осіб, показавши скорочення на 6,7%, порівняно з 2011-м роком. Середня густина населення становила 294,4 осіб/км².
З офіційних мов обидвома одночасно володіли 4 090 жителів, тільки англійською — 460, тільки французькою — 660. Усього 35 осіб вважали рідною мовою не одну з офіційних.
Працездатне населення становило 56% усього населення, рівень безробіття — 8,8% (11,3% серед чоловіків та 6,6% серед жінок). 87,1% осіб були найманими працівниками, а 11,2% — самозайнятими.
Середній дохід на особу становив $36 749 (медіана $29 165), при цьому для чоловіків — $43 255, а для жінок $31 081 (медіани — $35 814 та $24 512 відповідно).
30,1% мешканців мали закінчену шкільну освіту, не мали закінченої шкільної освіти — 26%, 43,9% мали післяшкільну освіту, з яких 36,2% мали диплом бакалавра, або вищий, 15 осіб мали вчений ступінь.
| Статево-вікова структура населення | Статево-вікова структура населення | Статево-вікова структура населення | Статево-вікова структура населення | Статево-вікова структура населення |
| ---------------------------------- | ---------------------------------- | ---------------------------------- | ---------------------------------- | ---------------------------------- |
|                                    |                                    |                                    |                                    |                                    |
| Всього                             | Всього                             | 46,9%53,1%                         |                                    |                                    |
| 0 — 14 років                       | 0 — 14 років                       |                                    | 13,7%                              | 13,7%                              |
| 15 — 64 років                      | 15 — 64 років                      |                                    | 61,9%                              | 61,9%                              |
| 65 і більше                        | 65 і більше                        |                                    | 24,4%                              | 24,4%                              |
| 85 і більше                        | 85 і більше                        |                                    | 2,9%                               | 2,9%                               |
| Середній вік (років)               | Середній вік (років)               | 45,647,3                           | 46,5                               | 46,5                               |
| Медіана (років)                    | Медіана (років)                    | 49,451,6                           | 50,7                               | 50,7                               |
| — чоловіки — жінки                 |                                    |                                    |                                    |                                    |

| Походження мешканців:     | Походження мешканців:     | Походження мешканців: | Походження мешканців: | Походження мешканців: |
| ------------------------- | ------------------------- | --------------------- | --------------------- | --------------------- |
| Походження                |                           |                       | осіб                  | %                     |
| Корінні американці        | Корінні американці        |                       | 200                   | 3.86%                 |
| Інше північноамериканське | Інше північноамериканське |                       | 4 200                 | 81.16%                |
| Європейське               | Європейське               |                       | 2 175                 | 42.03%                |
| британське                | британське                |                       | 885                   | 17.1%                 |
| французьке                | французьке                |                       | 1 740                 | 33.62%                |
| Латинськоамериканське     | Латинськоамериканське     |                       | 20                    | 0.39%                 |
| Карибське                 | Карибське                 |                       | 15                    | 0.29%                 |
| Азійське                  | Азійське                  |                       | 35                    | 0.68%                 |

| Зайнятість населення за галузями (за класифікацією NOC): | Зайнятість населення за галузями (за класифікацією NOC): | Зайнятість населення за галузями (за класифікацією NOC): | Зайнятість населення за галузями (за класифікацією NOC): | Зайнятість населення за галузями (за класифікацією NOC): |
| -------------------------------------------------------- | -------------------------------------------------------- | -------------------------------------------------------- | -------------------------------------------------------- | -------------------------------------------------------- |
|                                                          |                                                          |                                                          |                                                          |                                                          |
| Управління                                               | Управління                                               |                                                          | 9,8%                                                     | 9,8%                                                     |
| Бізнес, фінанси та адміністрування                       | Бізнес, фінанси та адміністрування                       |                                                          | 14,7%                                                    | 14,7%                                                    |
| Природничі та прикладні науки                            | Природничі та прикладні науки                            |                                                          | 2,9%                                                     | 2,9%                                                     |
| Охорона здоров'я                                         | Охорона здоров'я                                         |                                                          | 7,8%                                                     | 7,8%                                                     |
| Освіта, правозахист, муніципальні та урядові служби      | Освіта, правозахист, муніципальні та урядові служби      |                                                          | 12%                                                      | 12%                                                      |
| Мистецтво, культура, відпочинок та спорт                 | Мистецтво, культура, відпочинок та спорт                 |                                                          | 0,4%                                                     | 0,4%                                                     |
| Роздрібна торгівля та послуги                            | Роздрібна торгівля та послуги                            |                                                          | 25,9%                                                    | 25,9%                                                    |
| Гуртова торгівля, транспорт та обладнання                | Гуртова торгівля, транспорт та обладнання                |                                                          | 16,1%                                                    | 16,1%                                                    |
| Природні ресурси, сільське господарство                  | Природні ресурси, сільське господарство                  |                                                          | 3,1%                                                     | 3,1%                                                     |
| Виробництво                                              | Виробництво                                              |                                                          | 7,1%                                                     | 7,1%                                                     |

## Клімат
Середня річна температура становить 3,6°C, середня максимальна – 22,6°C, а середня мінімальна – -20,5°C. Середня річна кількість опадів – 1 037 мм.
| Клімат поселення                              | Клімат поселення | Клімат поселення | Клімат поселення | Клімат поселення | Клімат поселення | Клімат поселення | Клімат поселення | Клімат поселення | Клімат поселення | Клімат поселення | Клімат поселення | Клімат поселення | Клімат поселення |
| Показник                                      | Січ.             | Лют.             | Бер.             | Квіт.            | Трав.            | Черв.            | Лип.             | Серп.            | Вер.             | Жовт.            | Лист.            | Груд.            |                  |
| Середній максимум, °C                         | −6,94            | −5,21            | 1,57             | 9,17             | 17,06            | 22,48            | 22,64            | 21,44            | 16,32            | 10,18            | 3,77             | −4,53            |                  |
| Середня температура, °C                       | −13,71           | −11,98           | −5,2             | 2,41             | 10,29            | 15,72            | 18,61            | 17,38            | 12,28            | 6,15             | −0,26            | −8,57            |                  |
| Середній мінімум, °C                          | −20,46           | −18,73           | −11,95           | −4,36            | 3,54             | 8,96             | 14,56            | 13,35            | 8,25             | 2,10             | −4,32            | −12,6            |                  |
| Норма опадів, мм                              | 81               | 62               | 68               | 68               | 85               | 91               | 112              | 104              | 96               | 87               | 94               | 89               |                  |
| Середньомісячна швидкість вітру, м/с          | 3.85             | 3.91             | 4.11             | 3.91             | 3.70             | 3.32             | 3.01             | 2.95             | 3.24             | 3.60             | 3.77             | 3.81             |                  |
| Середньомісячна сонячна радіація, кДж/м²·день | 5092             | 8460             | 12328            | 15853            | 18547            | 20396            | 19738            | 17309            | 12728            | 7799             | 4647             | 3892             |                  |
| --------------------------------------------- | ---------------- | ---------------- | ---------------- | ---------------- | ---------------- | ---------------- | ---------------- | ---------------- | ---------------- | ---------------- | ---------------- | ---------------- | ---------------- |
| Джерело:                                      |                  |                  |                  |                  |                  |                  |                  |                  |                  |                  |                  |                  |                  |